# 桑帕冰原島峰
70°53′S 159°52′E / 70.883°S 159.867°E
桑帕冰原島峰（英語：Sample Nunataks）是南極洲的冰原島峰，位於奧次地，屬於烏薩爾普山脈的一部分，該島峰以美國海軍的無線電操作員命名，現時由南極條約體系管理。